# Kevin Hulsmans
Kevin Hulsmans (født 11. april 1978 i Lommel) er en belgisk tidligere professionel landevejsrytter, og nuværende sportsdirektør for Soudal Quick-Step Devo Team.